# Tiffany Espensen
Tiffany Espensen (Los Angeles, 10 de fevereiro de 1999) é uma atriz estadunidense de origem chinesa, mais conhecida por seu papel como Piper Peckinpaw na série Bucket & Skinner's Epic Adventures no canal Nickelodeon.
Ela fez aparições nas séries Hannah Montana, True Jackson, VP e Zeke e Luther, antes de conseguir um papel principal como Piper na série da Nickelodeon, Bucket & Skinner's Epic Adventures, que estreou no dia primeiro de julho de 2011.

## Filmografia
| Ano  | Nome                   | Personagens | Notas |
| ---- | ---------------------- | ----------- | ----- |
| 2017 | Spider-Man: Homecoming | Cindy Moon  |       |

| Ano       | Nome                               | Personagens                      | Notas                                              |
| --------- | ---------------------------------- | -------------------------------- | -------------------------------------------------- |
| 2014-2017 | Kirby Buckets                      | Belinda                          | Elenco principal                                   |
| 2011-2012 | Bucket & Skinner's Epic Adventures | Piper Peckinpaw                  | Protagonista                                       |
| 2011      | Hop                                | Alex O'Hare                      | Coadjuvante                                        |
| 2011      | House MD                           | Sophie                           | Episódio "Duas Histórias"                          |
| 2010      | Repo Men                           | Little Alva                      |                                                    |
| 2009-2015 | Phineas and Ferb                   | Ginger                           | Voz                                                |
| 2009      | Zeke and Luther                    | Innocent Girl                    | Episódio:"Soul Bucket" 1ª temporada epsódio 13     |
| 2009      | True Jackson, VP                   | Young Lulu                       | Episódio"Back to School" 1 temporada, Episódio: 20 |
| 2008      | NCIS                               | Amanda Lee (Michelle Lee Sister) | Episódio"Dagger"6ª temporada Episódio: 9           |
| 2007      | Hannah Montana                     | Samantha                         | Episódio:"Achey Jakey Heart: Parte 1"              |